# Gymnázium Ivana Olbrachta
Gymnázium Ivana Olbrachta je všeobecné gymnázium v Semilech. Bylo pojmenováno na počest spisovatele a novináře Ivana Olbrachta. Gymnázium sídlí společně se Základní školou Ivana Olbrachta v komplexu budov na adrese Nad Špejcharem 574. Školní komplex byl postaven podle návrhu architekta Oldřicha Udatného v letech 1947–1951 pro základní školství, avšak od roku 1953 sem byla umístěna i střední škola. V roce 1972 byl komplex rozdělen na část patřící gymnáziu a část patřící základní škole, postupně pak připadla větší část gymnáziu, první stupeň základní školy je přitom ve starší školní budově na Komenského náměstí. V roce 2010 proběhla rozsáhlá rekonstrukce areálu. Gymnázium datuje svůj vznik do roku 1949 a uvádí, že ve své nynější budově působí od roku 1952, od roku 1990 je jako příspěvková organizace samostatným právním subjektem.

## Zaměření
Gymnázium se snaží studenty připravovat na studium na vysokých školách, vysoké procento se na vysoké školy dostává. Škola nabízí studentům i široké veřejnosti filmový klub s promítáním a diskusí ve školní prostorné aule.
V nabídce všeobecného gymnázia jsou předměty zeměpis, dějepis, biologie, matematika, fyzika a mnohé další. Z jazyků je možné studovat češtinu, angličtinu, němčinu, francouzštinu.
Na gymnáziu se nachází několik specializovaných učeben. Laboratoře mají předměty biologie, chemie a fyzika. Vlastní keramickou dílnu má výtvarná výchova. Škola se také může pochlubit dvěma učebnami výpočetní techniky, dále je v několika třídách umístěn dataprojektor s plátnem.

## Tradiční akce školy
- Sportovní den
- Studentská akademie Studenti studentům
- Den otevřených dveří
- Maturitní ples
- Abiturientský ples
- Pochod maturantů

## Významní studenti
- Jan Farský – český politik (poslanec Parlamentu ČR, starosta Semil, zastupitel Libereckého kraje)
- Jaromír Nosek – český herec
- Iveta Jiříčková – herečka[3]